# Рамсі (Нью-Джерсі)
Рамсі (англ. Ramsey) — місто (англ. borough) в США, в окрузі Берген штату Нью-Джерсі. Населення — 14 798 осіб (2020).

## Географія
Рамсі розташоване за координатами 41°3′33″ пн. ш. 74°8′45″ зх. д. / 41.05917° пн. ш. 74.14583° зх. д. (41.059136, -74.145931).  За даними Бюро перепису населення США в 2010 році місто мало площу 14,48 км², з яких 14,30 км² — суходіл та 0,18 км² — водойми.

## Демографія
Згідно з переписом 2010 року, у селищі мешкали 14 473 особи в 5363 домогосподарствах у складі 3924 родин. Було 5550 помешкань
Расовий склад населення:
| - 89,4 % — білих - 6,7 % — азіатів - 0,6 % — чорних або афроамериканців - 0,1 % — корінних американців - 1,9 % — осіб інших рас |

До двох чи більше рас належало 1,2 %. Частка іспаномовних становила 6,0 % від усіх жителів.
За віковим діапазоном населення розподілялося таким чином: 26,6 % — особи молодші 18 років, 60,7 % — особи у віці 18—64 років, 12,7 % — особи у віці 65 років та старші. Медіана віку мешканця становила 42,0 року. На 100 осіб жіночої статі у селищі припадало 94,7 чоловіків;  на 100 жінок у віці від 18 років та старших — 90,8 чоловіків також старших 18 років.
Середній дохід на одне домашнє господарство  становив 175 553 долари США (медіана — 135 387), а середній дохід на одну сім'ю — 193 904 долари (медіана — 160 386). Медіана доходів становила 114 417 доларів для чоловіків та 72 821 долар для жінок. За межею бідності перебувало 2,1 % осіб, у тому числі 2,1 % дітей у віці до 18 років та 3,0 % осіб у віці 65 років та старших.
Цивільне працевлаштоване населення становило 7708 осіб. Основні галузі зайнятості: освіта, охорона здоров'я та соціальна допомога — 25,3 %, фінанси, страхування та нерухомість — 13,5 %, науковці, спеціалісти, менеджери — 12,6 %.